# 曾宏正
曾宏正（?—?），臨江軍新淦（今江西新干）人，宋朝詞人。

## 生平
歷官大理寺丞，湖南提刑。理宗淳祐三年（1243年），爲廣南西路轉運使。卒年不詳。
其作品被收錄到《全宋詞》之中。

## 家族
父曾三聘。